# Spuž
Spuž [spuʒ] (montenegrinisch-kyrillisch Спуж, albanisch Shpuzë/-a) ist eine montenegrinische Kleinstadt in der Gemeinde (opština) Danilovgrad. Sie befindet sich auf halbem Wege zwischen Podgorica und Danilovgrad im Bjelopavlići-Tal zu beiden Seiten der Zeta. Nach der Volkszählung von 2003 hatte die Siedlung 1529 Einwohner. Davon bezeichneten sich 56,6 % als Montenegriner und 33,2 % als Serben.
Ende des 14. Jahrhunderts wird der Ort als Festung des bosnischen Königs Tvrtko I. erwähnt. Von 1474 bis 1878 war İşpozi – so der damalige amtliche Ortsname auf Türkisch – Teil des Osmanischen Reiches, bevor es Teil des Königreichs Montenegro wurde. Im Verlauf des Russisch-Österreichischen Türkenkriegs kam es am 17. Juli 1788 zu einem Gefecht zwischen k.k. Truppen und mit den Türken verbündeten Albanern.
Der Ort ist bekannt als der Standort des wohl größten montenegrinischen Gefängnisses ZIKS (Zavod za izdržavanje kaznenih sankcija). In Spuž befindet sich auch ein Haltepunkt der Eisenbahnstrecke Nikšić–Podgorica.